# 林丁·平德林
林丁·奥斯卡·平德林爵士、KCMG、PC、NH、JP（1930 年 3 月 22 日 - 2000 年 8 月 26 日），是巴哈马政治家，被一些人视为“国父”，带领巴哈马走向多数统治和独立。
1967年起，他成为巴哈马首位黑人总理（Premier），1969年头衔变为Prime Minister，1973年巴拿马独立后一直担任至 1992年。 
1956 年至 1997 年，他担任进步自由党 （PLP）领袖，后因丑闻辞去公职。平德林连续赢得大选，直到 1992 年，PLP 败给了由休伯特·亚历山大·英格拉哈姆领导的自由民族运动（FNM）。他承认失败时说道：“这个伟大的小民主国家的人民已经以最有尊严和雄辩的方式表达了自己的看法，人民的声音就是上帝的声音”。